# ضريح المأمون
ضريح المأمون، هو ضريح الخليفة العباسي المأمون بن الخليفة هارون الرشيد في مدينة طرسوس في تركيا.

## المأمون
المأمون هو عبد الله بن هارون الرشيد سابع خلفاء بني العباس، ولد عام 170 هـ 786 وتوفي غازيا في 19 رجب عام 218 هـ 10 أغسطس سنة 833 بطرسوس، شهد عهده ازدهارا بالنهضة العلمية والفكرية في العصر العباسي الأول وذلك لأنه شارك فيها بنفسه. توفي هارون الرشيد عام 809م في خراسان وأخذت البيعة لابنه الأمين وفقا لوصية والده التي نصت أيضا ان يخلف المأمون أخاه الأمين، إلا أن الخليفة الجديد سريعا ما خلع أخاه من ولاية العهد وعين ابنه موسى الناطق بالحق وليا للعهد، وكان المأمون آنذاك في خراسان، فلما علم بأن أخاه قد خلعه عن ولاية العهد أخذ البيعة من أهالي خراسان وتوجه بجيش لمحاربة أخيه، وقد استمرت الحروب بينهما أربع سنوات، إلى أن استطاع المأمون محاصرة بغداد والتغلب على الأمين وقتله عام 813م، ظافرا بالخلافة.

## وفاة ودفن المأمون
بينما كان المأمون في أراضي الدولة البيزنطية في آخر غزواته وهو بالبدندون شمال طرسوس أصابته حمى لم تمهله كثيرا وفي 18 من رجب سنة 218 هجرية أدركته الوفاة فحمل إلى طرسوس ودفن بها ومازال ضريحه ظاهرا، وتولى الخلافة بعده أخوه أبو اسحاق محمد المعتصم بالله.

## معلومات دقيقة
- المسجد الجامع في طرسوس
- العنوان: Şehitkerim Mahallesi, 3424. Sk. No:37, 33440 Tarsus/Mersin, تركيا
- تاريخ الافتتاح: 1579
- الطراز المعماري: عمارة عثمانية
- الإقليم: مرسين
- المنطقة: منطقة البحر الأبيض المتوسط
- المدفونون: عبد الله المأمون.